# Gomortega keule
Espèce
Statut de conservation UICN

 EN  : En danger
Gomortega keule est une espèce de plantes à fleurs de la famille monotypique des Gomortegaceae. Il est également dénommé keule, queule, et hualhual. C'est une espèce d'arbre endémique du Chili. C'est la seule espèce du genre Gomortega et, selon le système APG IV de 2016 (inchangé par rapport aux systèmes APG III de 2009, APG II de 2003 et APG de 1998).

## Description

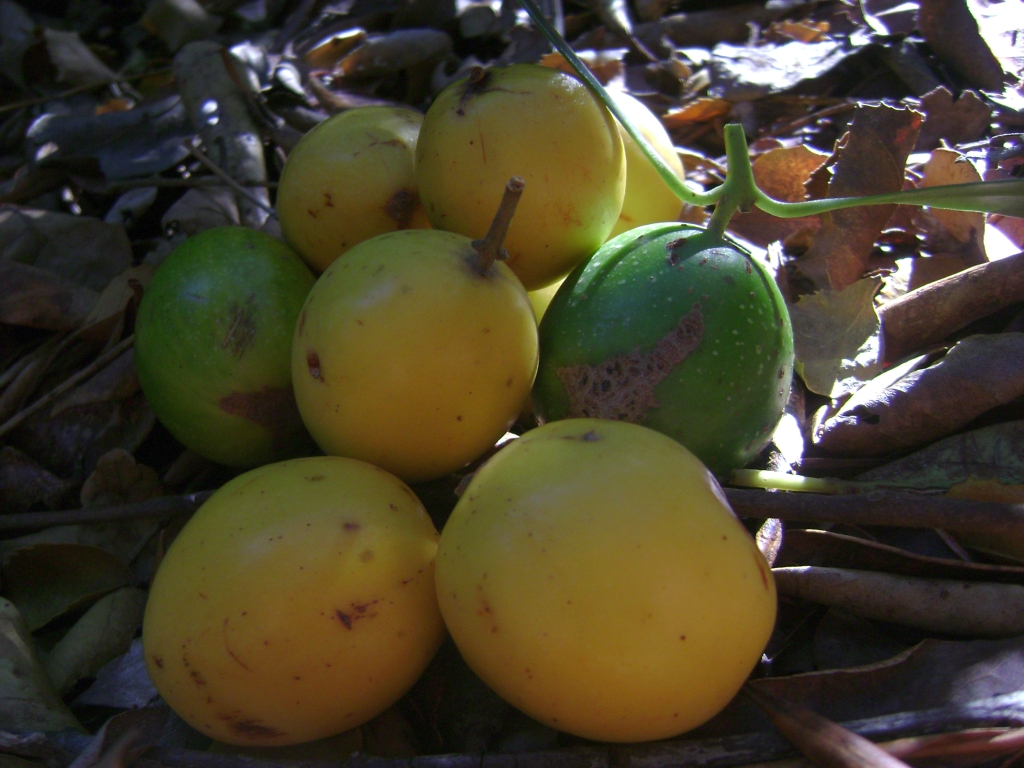
Fruits de G. keule

Gomortega keule est un arbre à feuilles persistantes, aromatiques; son écorce est grise avec des fissures longitudinales peu profondes. Les feuilles sont pétiolées, simples, entières, obovales à lancéolées, coriaces. Les tiges ont des nœuds unilacunaires et deux traces foliaires. Les branches sont quadrangulaires.
Le fruit comestible est une drupe jaune uni ou tri-loculaire, le mésocarpe est charnu, l'endocarpe pierreux. Il contient 1 ou 2 graines par fruit, avec un endosperme abondant et huileux, un grand embryon. Le fruit a un diamètre d'environ 34-45 mm. Il est comestible et sucré, et est récolté pour faire une sorte de marmelade.
Le nombre de chromosomes est n = 21, 2n = 42.

## Répartition
Gomortega keule ne pousse que dans un habitat très étroit de la côte du centre du Chili, y compris la forêt de Maulino, et des parties du matorral chilien. Il s'agit d'une espèce d'arbre caractéristique de la forêt de Maulino aux côtés de Nothofagus glauca, Nothofagus × leoni et Nothofagus alessandrii.
L'espèce est menacée par la perte de son habitat. La forêt de Maulino a été principalement défrichée pour l'agriculture et les plantations de Pinus radiata et Eucalyptus globulus. L'habitat restant de l'espèce est fragmenté et ses populations sont isolées. Il a été touché par des incendies, notamment les incendies de forêt de 2017 au Chili. Les populations sont protégées dans la Réserve nationale de Los Queules et la Réserve nationale de Los Ruiles.

## Systématique
Le nom correct complet (avec auteur) de ce taxon est Gomortega keule (Molina) Gunckel.
L'espèce a été initialement classée dans le genre Lucuma sous le basionyme Lucuma keule Molina.
Gomortega keule a pour synonymes :
- Adenostemum nitidum (Ruiz & Pav.) Pers.
- Gomortega keule (Molina) Baill.
- Gomortega keule (Molina) I.M.Johnst.
- Gomortega nitida Ruiz & Pav.
- Keulia chilensis Molina
- Lucuma keule Molina